# Emerson College
Emerson College (Kolegium Emersona) – amerykańska uczelnia niepubliczna w Bostonie, ufundowana w 1880 roku przez Charlesa Wesleya Emersona jako „szkoła krasomówstwa”. Oferuje 37 kierunków kształcenia w wielu dziedzinach sztuki oraz mediów i komunikacji.
Główny kampus kolegium jest usytuowany w pobliżu parku Boston Common. Uczelnia ma również kampusy w Los Angeles i mieście Well w Holandii. Należą do niej bostońskie Cutler Majestic Theatre i Colonial Theatre, a w 2005 nabyła Paramount Theatre.
Wskaźnik akceptacji podań o przyjęcie na rok 2018 wyniósł 36% (w przybliżeniu trzy osóby na jedno miejsce). W rankingu America's Best Colleges 2019 wydanym przez U.S. News & World Report Emerson College osiągnął 8. miejsce wśród uczelni wyższych w północnej części USA.

## Absolwenci (wybór)
- Paul Thomas Anderson – reżyser, scenarzysta i producent filmowy
- Kevin S. Bright – producent telewizyjny, pomysłodawca sitcomu Przyjaciele
- Bobbi Brown – biznesmenka, założycielka Bobbi Brown Cosmetics
- Jennifer Coolidge – amerykańska aktorka, komiczka i aktywistka
- Lisa Gregorian – prezes i chief marketing officer Warner Bros. Television Group
- Doug Herzog – dyrektor telewizyjny, prezes Viacom Media Networks
- Norman Lear – producent filmowy i scenarzysta
- Denis Leary – aktor
- Brandon Lee – amerykański aktor i artysta sztuk walki, syn Bruce’a Lee
- Jay Leno – komik, prowadzący The Tonight Show
- Lilly Wachowski – reżyserka (nie ukończyła)
- Piotr Woźniak-Starak – polski producent filmowy i przedsiębiorca
- Noor bint Asem(inne języki) – księżniczka Jordanii
- Faisal Al Saud(inne języki) – książę Arabii Saudyjskiej

## Rankingi
Ogólne:
- Emerson College jest uznawany za jednu z 13% najlepszych uczelni w Stanach Zjednoczonych według The Princeton Review, który umieścił go w rankingach The Best 385 Colleges i Best Northeastern[4];
- Ósma najlepsza uczelnia w północnej części USA, piąta najbardziej innowacyjna uczelnia ogólnie w rankingu America's Best Colleges 2019 wydanym przez U.S. News & World Report[2];
- Najdokładniejszy dostawca sondaży i statystycznych badań opinii publicznej w USA według Bloomberg, drugi najdokładniejszy dostawca według platformy analitycznej FiveThirtyEight (ABC News);[5][6]
- #13 na liście najbardziej przedsiębiorczych uniwersytetów w Stanach Zjednoczonych przygotowanym przez Forbes[7];
- Najlepsza stacja radiowa i ósmy najlepszy teatr wśród szkół wyższych w USA według The Princeton Review[4].

Po kierunkach:
- Media i Komunikacja: #7 w USA według rankingu College Factual, #45 według rankingu Niche.com;[8]
- Marketing: #5 w USA według rankingu USA Today, #13 według College Factual;[9][8]
- Dziennikarstwo: #4 w USA według USA Today, #1 według College Factual;[10][8]
- Produkcja Filmowa: #10 w USA według rankingu The Hollywood Reporter, na liście 40 najlepszych szkół filmowych na świecie według Variety.[11][12]

## Galeria

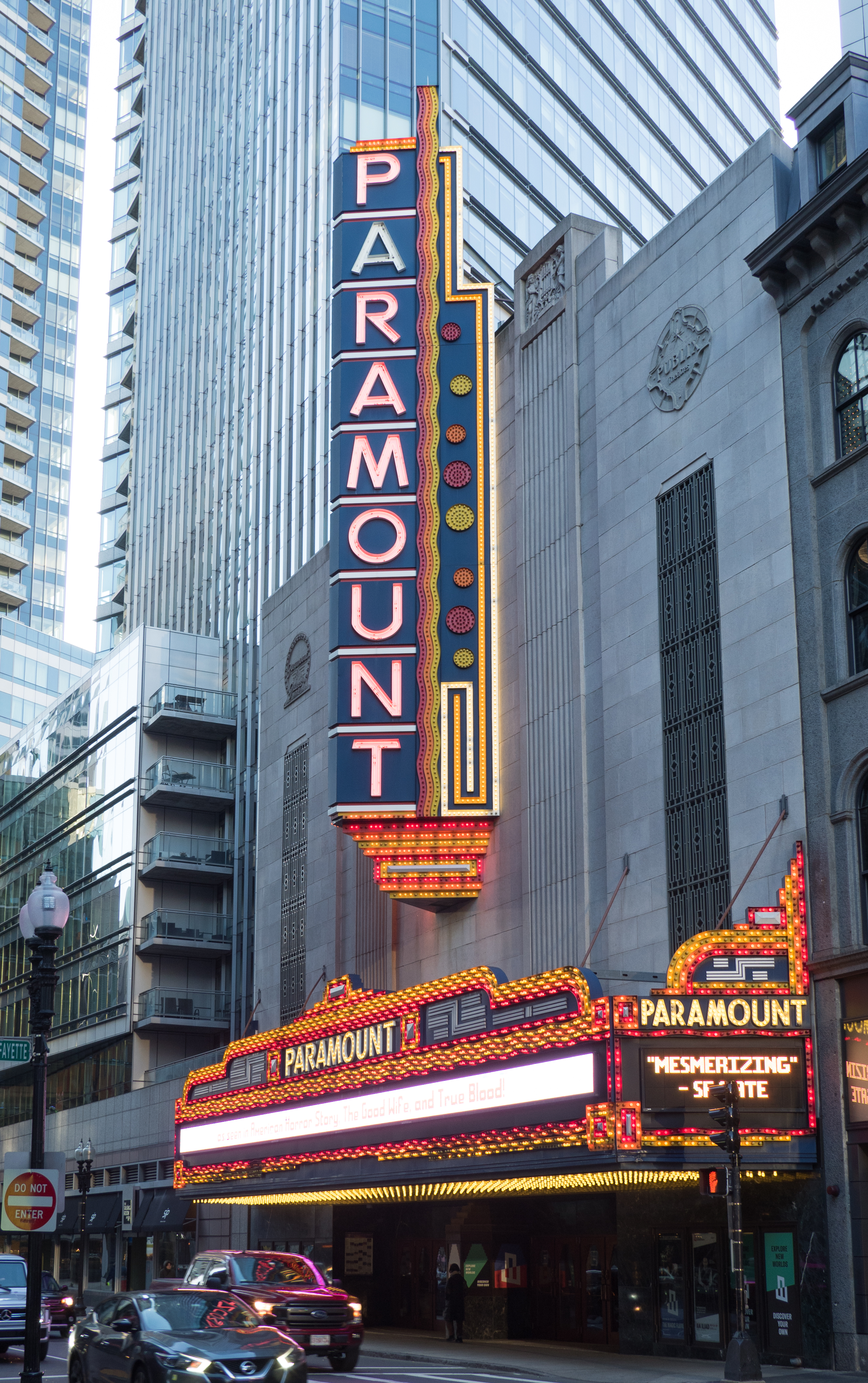
Emerson College Paramount Center w Bostonie
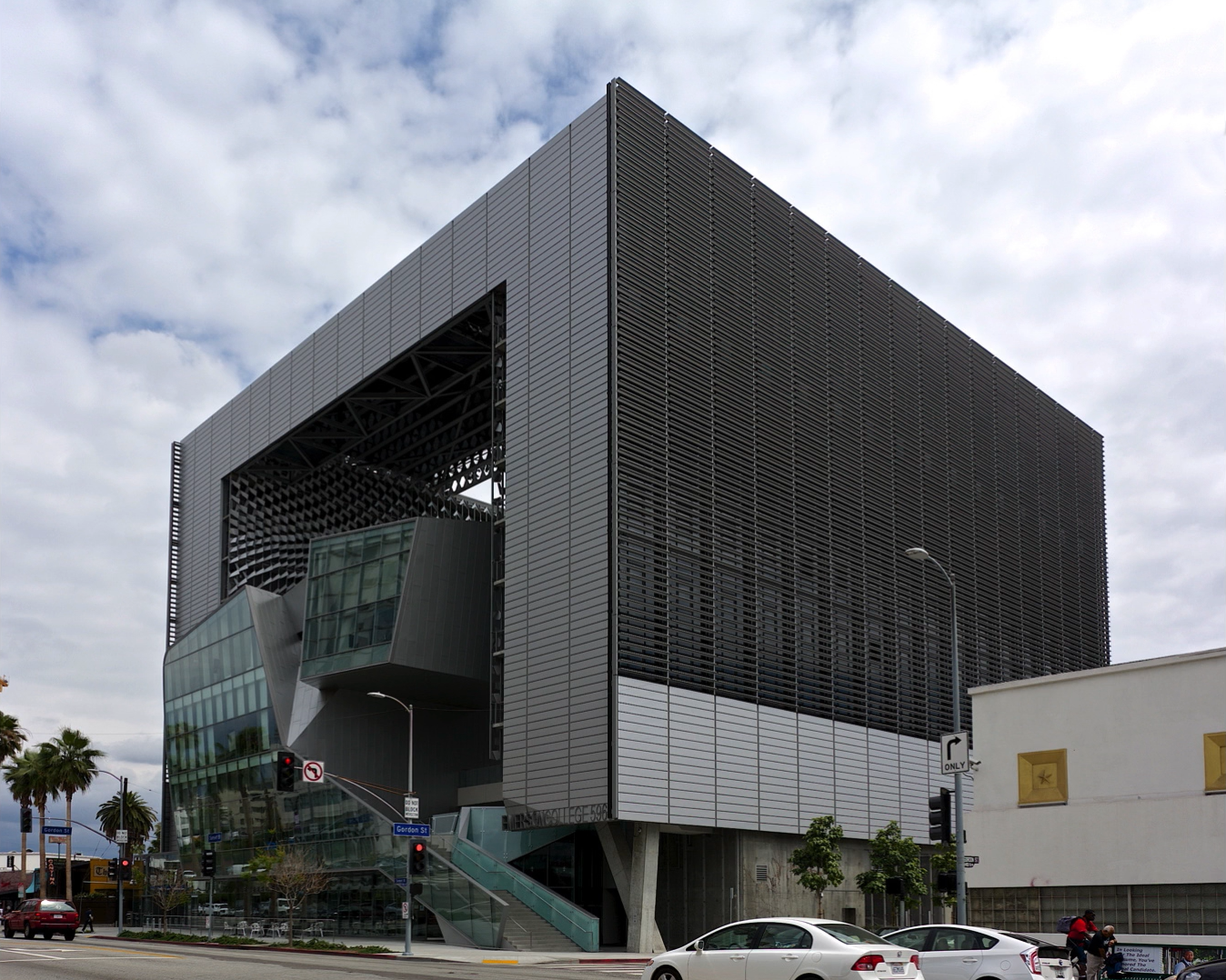
Kampus na Zachodnim Wybrzeżu w Hollywood, Los Angeles
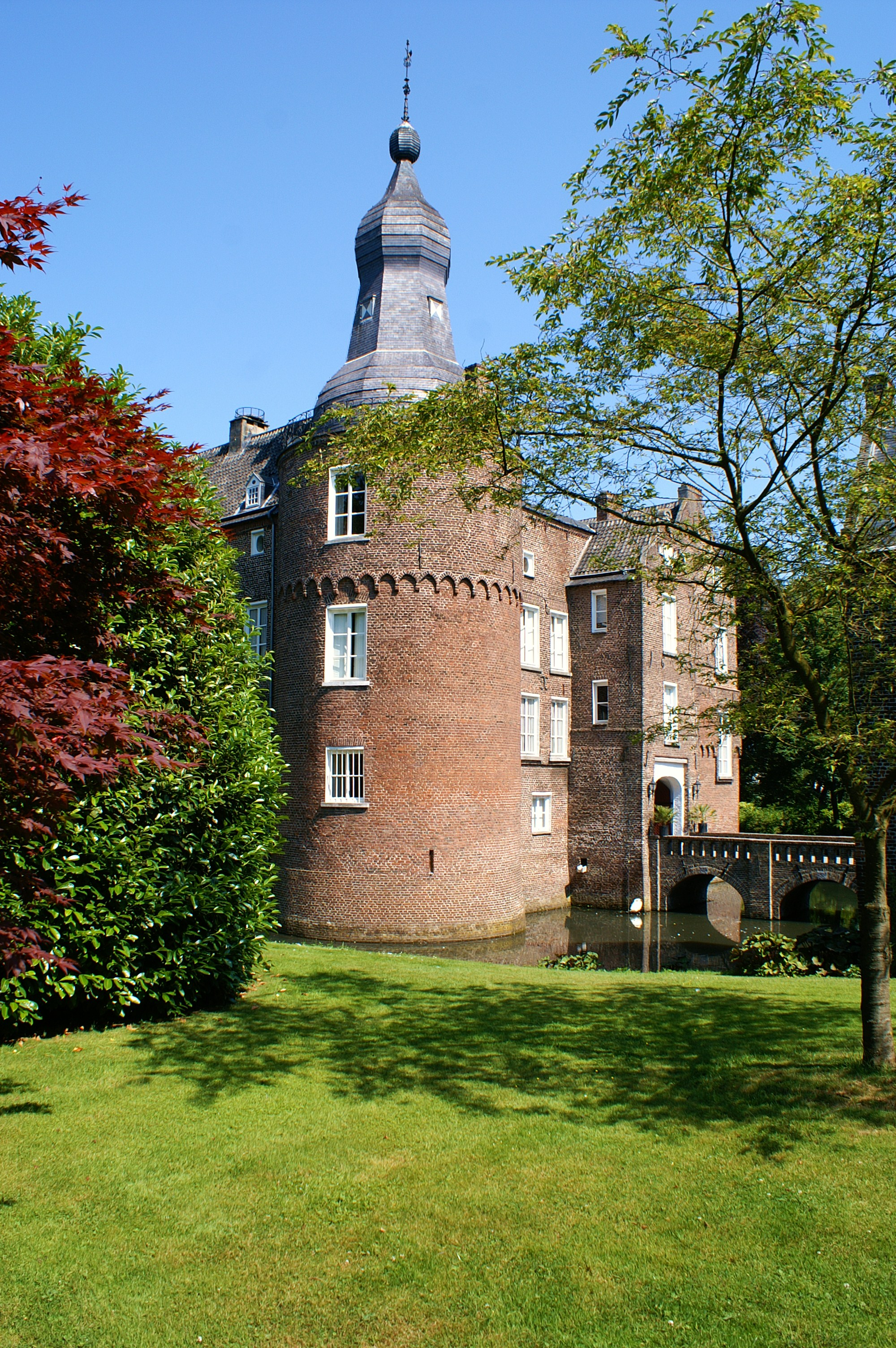
Kolegium prowadzi odrestaurowany średniowieczny zamek z XIV wieku w Well (Holandia)
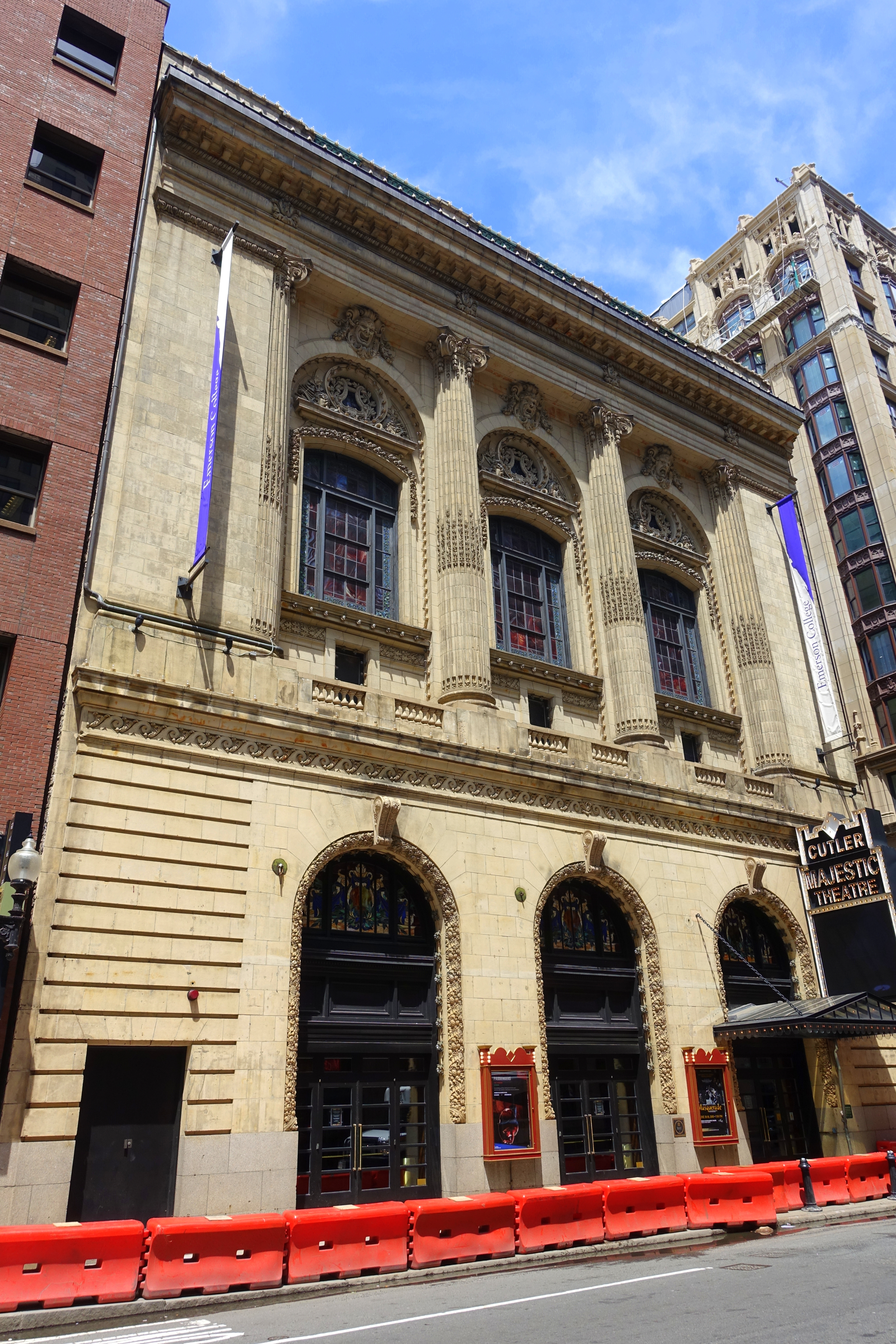
Teatr uniwersytecki
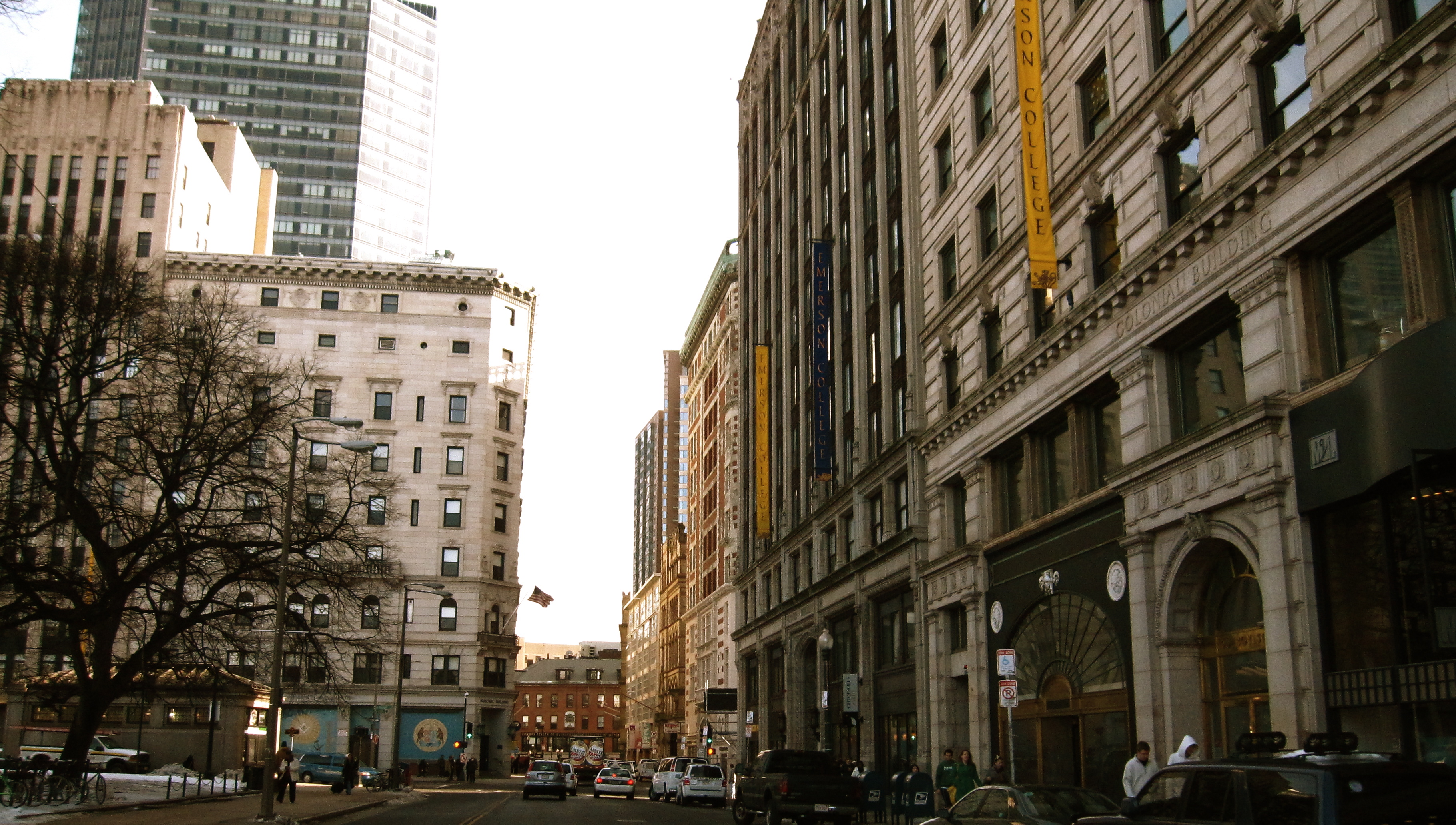
Emerson Colonial Building (po prawej)